# Емилия Пернишка
Емилия Илиева Пернишка е български учен, езиковед, член-кореспондент на БАН (2004).

## Биография
Родена е на 22 януари 1936 г. в гр. Бяла Черква. През 1954 г. завършва средно образование в Свищов в гимназията „Алеко Константинов“ със златен медал, а през 1959 г. завършва славянска филология в Софийския университет. Между 1959 и 1963 г. работи като учителка в гр. Съединение и преподава в Учителския институт в Дупница. През 1964 г. става докторантка на проф. Стефан Илчев в Института за български език на Българската академия на науките. През 1967 г. става научен сътрудник в Секцията по лексикология и лексикография. Защитава дисертация през 1974 г. на тема „Лексикалните синоними в белетристиката на Иван Вазов“. От 1980 г. е старши научен сътрудник II ст. (доцент) с хабилитационен труд „Структура и семантика на сложните прилагателни имена в българския език“. От 1983 до 1988 г. ръководи Секцията по славянско езикознание. През 1988 г. става доктор на филологическите науки с дисертационен труд на тема „Системност на вторичната номинация при съществителните имена“. От 1993 г. е старши научен сътрудник І ст. (професор), а от 2004 г. член-кореспондент на Българската академия на науките. В периода 1994 – 2000 г. е ръководител на Секцията по българска лексикология и лексикография.
Води лекции в Софийския университет „Св. Кл. Охридски“, Югозападния университет „Неофит Рилски“, Колежа на Пловдивския университет в Кърджали, Русенския университет. Между 1987 и 1991 г. води лекции в Лион, Франция. Член на редакционната колегия на сп. Наука, член на редколегията на сп. „Български език“, „Лексикографски преглед“.